# 聖徳太子のお会式
聖徳太子のお会式（しょうとくたいしのおえしき）は、法隆寺で催される聖徳太子の命日の法要であり、一般的には「法隆寺会式」「お太子さま」などと呼ばれて親しまれている。

## 概要
法隆寺では聖徳太子の（旧暦にあわせた）祥月命日にあたる3月22日～24日にお会式が行われる。とくに10年に1度行われる大法要（大会式）は「聖霊会」とよばれ、南都楽所の雅楽にあわせて楽人が舞う舞楽が奉納される。

### 次第
- 3月5日　事はじめの儀
- 3月14日　団子つくり
- 3月15日　架あげ
- 3月18日　花形壇の舞台かけ
- 3月20日　大山立
- 3月21日　逮夜
- 3月22日　午後1時~　散華・太子講式・伽陀

## 歴史
天平20年（748年）旧暦2月22日、聖武天皇の勅許を得た行信僧都が、太子の命日に300名余りの僧徒の参列を得て法要（お会式）を行う。
安元2年（1121年）、東堂南端に太子像を安置し、聖霊院で行うようになる。